# 마크 곤잘레스
마크 곤잘레스(영어: Mark Gonzales, 1968년 6월 1일 ~ )는 미국의 스케이트보더이다. 현대 스트릿 스케이팅의 선구자이며 나타스 코파스와 함께 최초의 스트릿 전용 스케이트보더로 여겨진다. 곤잘레스와 코파스는 또한 핸드레일에서 최초로 알려진 보드슬라이드를 만든 것으로 알려져 있다. 스케이트보딩에 대한 곤잘레스의 선구적 영향으로 그는 현대 스트릿 스케이트보딩의 "대부"로 알려졌으며 2011년 12월 트랜스월드 스케이트보딩에서 "역대 가장 영향력 있는 스케이트보더"로 선정되었다.